# 颱風鹿莎
台风鹿莎是2002年太平洋台风季期间联合台风警报中心发现的第21个热带低气压，也是该季第15场获得命名的风暴和第10场台风，是43年来袭击大韩民国的最强台风。系统于8月22日由西北太平洋的季风槽发展形成，具体位置离日本东南部还有较远距离。气旋连续数日向西北方向移动，逐渐增强成强劲台风。8月26日，风暴行经日本奄美群岛，导致当地2人死亡，约2万人失去供电。台风令日本普降暴雨，降雨量最高的德岛县高达902毫米。
接下来鹿莎有小幅减弱，然后以10分钟持续风速140公里强度登陆韩国高兴郡。由于气温较高，并且附近还有冷锋破坏大气环境稳定性，台风的强度保持了一段时间。鹿莎在行经韩国期间减弱，给当地带去瓢泼大雨，降雨量最高的江陵市达到897.5毫米。该市的24小时降雨量为880毫米，创下韩国日降雨量的新纪录，不过最大的降雨量只出现在局部地区。风暴在韩国至少夺走了233人的生命，创下至少43年来的最高纪录，经济损失高达42亿美元（2002年美元，相当于2025年的71.1億美元），受损房屋超过1万7000套，还有大面积农田被淹。邻近的朝鲜也降下暴雨，致使3人丧生，2万6000人无家可归。鹿莎来袭时，该国正陷入饥荒，台风又摧毁了大面积的庄稼，令灾情雪上加霜。9月1日，气旋在俄罗斯东部上空转变成温带气旋，最终在3天后消散。
由於露莎重創韓國，颱風委員會把露莎除名由鸚鵡取代。

## 气象历史
8月22日，比基尼环礁以北、威克岛西南方向的季风槽催生出一股热带低气压。系统向西北偏西移动，并且其存在的大部分时间里都会保持这一前进方向。8月23日清晨，气旋在关岛以东约1800公里海域增强成热带风暴并获名“鹿莎”（Rusa）。协调世界时8月25日下午18点，日本气象厅将正位于北马里亚纳群岛东北方向洋面的系统升级成台风。次日，该机构估计鹿莎达到10分钟持续风速每小时150公里的最高强度。与此同时，联合台风警报中心估计台风达到的最高强度为1分钟持续风速每小时215公里。
鹿莎以最高强度吹袭日本奄美大岛。在此强度保持约12小时后，台风略有减弱并继续向西北偏西方向前进，但到了8月28日，日本气象厅再度报告鹿莎的10分钟持续风速达到每小时150公里。由于风切变很少，海面温度达到29°C，风暴并没有像气象部门预计的那样减弱，其强度在穿越日本南部期间基本保持稳定。8月29日，气旋从奄美群岛和日本之间洋面经过，并在这一过程中再次出现小幅弱化。鹿莎随后转向北上逼近朝鲜半岛。半岛上空的暖湿空气朝风暴方向吹去，还有逐渐逼近的冷锋使大气环境变得不稳定，这些因素都使台风的强度不会大幅降低。8月31日上午8点左右，鹿莎以10分钟持续风力时速140公里强度从大韩民国高兴郡登陆。根据联合台风警报中心的数据，鹿莎是1959年以来袭击韩国的最强台风。风暴在经过韩国期间迅速减弱，于9月1日清晨降级成热带低气压。联合台风警报中心在几乎同一时间发布针对该天气系统的最后一份公告。低气压转向东北，经过日本海后于9月1日晚在俄属远东滨海边疆区上空转变成温带气旋。系统残留继续向东北方向移动，于9月4日在堪察加半岛上空消散。

## 防灾措施和影响
日本是第一个受台风鹿莎冲击的国家，其威胁促使冲绳县政府取消岛上的灾害演习。岛上有两名美国海军陆战队员因遭遇大浪而失踪，之后的新闻报道中推定两人已经遇难。阿南群岛上有6套房屋被毁，38人不得不撤离。风暴导致2万人失去供电，许多航班被迫取消。长崎县野母崎町的风速达到每小时104公里，日本的降水持续了7天之久，其中降雨量最高的德岛县达902毫米。奈良县的一处气象站测得的一小时降雨量高达84毫米。该国有至少275套房屋被淹，137套受损。鹿莎沿途导致12人受伤，其中4人重伤。台风还给臺灣本島海岸沿线挾带细雨与长浪。

即将达到最高强度的台风鹿莎位于日本以南海域的卫星图像

大韩民国气象厅于8月29日赶在风暴来袭前发布大浪警报。该国南部有多个机场关闭，多个水坝开闸放水，防止出现大面积洪灾。狂风暴雨在韩国大部分地区肆虐，该国南部近海的济州岛测得660毫米降水，引起山洪爆发，许多车辆被淹。狂风刮倒了岛上的树木，约6万人失去电力供应。岛上所有的小学和中学全部关闭，政府中止了渡轮和航空服务，许多居民因此被困。韩国本土出现时速高达180公里的狂风。济州特别自治道及该国南部沿海地区的降雨量都很大，但最大的都集中在局部地区。韩国东部的江陵市因东面而来的潮湿空气与太白山脉相互影响，使得大气环境非常不稳定，引起强烈的雷雨天气，产生大量降水。该市的降雨量达897.5毫米，是全国因这场台风产生降水最多的所在，其中还有880毫米是在一天中降下的，这相当于江陵市年均降雨量的62%，创下韩国单日降雨量的新纪录，比1981年的原纪录高了300毫米。韩国内陆的降雨量也属于200年一遇水平。
韩国遭受的破坏价值估计高达5万1500亿韩圆（相当于2002年的42亿美元和2025年的71.1億美元），其中又以江陵市受灾最为惨重，约有3万6000套民宅和622幢军事建筑被洪水淹没。该市一空军基地有16架战斗机被淹。韩国海岸沿线共有640艘船只和20万套船用建筑因狂风受损，另外265套工业建筑也受到一定程度破坏。暴雨引发多场泥石流，其中发生在江陵市的一场埋掉了10辆汽车。洪灾和泥石流破坏了韩国的基础设施，风暴摧毁了274座桥梁，同时还有164处公路或铁路路段受损。鹿莎还导致30万头牲畜死亡，8万5000公顷农田被淹，占该国农业用地的6%，受影响最大的是水果和蔬菜。气旋还迫使奥古斯塔瓦纳杯（Vana H Cup KBC Augusta）高尔夫球锦标赛提前结束，一个计划在2002年亚洲运动会中使用的体育场也受到破坏。韩国共有8万8625人被迫疏离，1万7046套房屋受损。狂风中断了2万4000条输电线缆，导致125万人家中停电。该国确认有213人死亡，另外33名失踪人员也已认定遇难。鹿莎由此成为至少43年来造成韩国遇难人数最多的台风。
邻近的朝鲜也受到风暴影响，江原道出现时速72公里的大风，当地山区的降雨量达到700毫米；高城郡的总计降雨量为530毫米。降水触发山洪，地表径流也相应增多。该国一个月前也经受过类似的暴雨摧残，鹿莎的到来更是使得局势进一步恶化。降雨令数以千计的房屋和许多公共建筑受损，还摧毁了8万6000吨农作物。朝鲜这时正遭受严重的饥荒，因此这场灾害无疑是雪上加霜。江原道受灾最为严重，全国共有4道和1个特别市受到影响。虽然该国提前发布了警报以便居民疏散，但还是有超过2万6000人流离失所。鹿莎摧毁了朝鲜的25公里道路和24座桥梁，但大多是发生在局部地区。该国共有3人遇难。
俄属远东也受到这场台风的影响。鹿莎的残留给库页岛带去暴雨，降雨量相当于当地平均两个月的总和，产生的洪水令350套房屋被淹，但没有造成人员丧生。

## 余波
风暴过去后，韩国的许多受损建筑物导致河流受到化学品和重金属的污染。该国派遣3万名军人协助清理工作并修复风暴造成的破坏。总统金大中授权动用应急资金提供救灾援助。江陵市大部分地区停水断电，为此政府将救灾物资送到灾民手中。受鹿莎袭击10天后，供电已基本修复，交通也恢复正常。韩国红十字会在呼吁国民慷慨解囊后收到了580亿韩圆（相当于2002年的4900万美元和2025年的8301萬美元）捐款，其中大部分来自该国西北部地区居民。红十字会向1万6919户家庭提供了5万零680顿膳食，还有提供衣物和烹饪用具。韩国居民筹集了约721亿韩圆（相当于2002年的6000万美元和2025年的1.02億美元）的救灾援助款，创下该国的新纪录。中国红十字会在风暴过去数周后向韩国红十字会提供了2万美元。9月13日，韩国政府宣布全国203个市县沦为灾区，有8714户受灾家庭因此有资格取得政府贷款。风暴造成的破坏及之前的洪灾导致韩国经济在2002年第三季度出现萎缩。该国非寿险类保险公司2003财政年度的报告显示有3亿美元的赤字，其中大部分都是因这场台风引起。鹿莎造成的农作物损失导致米价上扬，达到1980年以来的最高价。风暴过后的一年里，韩国政府致力于重建受损道路，还每月向失去家园的家庭提供救济金。但还是有许多居民无家可归，只能住在临时避难所。该国的国际仁人家园于2003年为风暴灾民建造了69套房屋，但这只能够满足很少的一部分灾民需要。鹿莎来袭约1年后，台风梅米又以较高强度吹袭韩国，导致117人死亡和价格37亿4000万美元的破坏。虽然梅米对该国造成的损失数额不及鹿莎，但对工业区的破坏程度更为严重。
红十字会向朝鲜灾民提供补给，该机构的国际救灾基金提供了7万5000瑞士法郎（相当于2002年的5万美元和2025年的8.47萬美元）。政府出动军人协助搜救任务，修复受损的基础设施。朝鲜红十字发放了超过210万净水药片和超过1万1000个储水容器，还向灾民提供了3万2753张毛毯和4931套厨具。风暴过去后，流离失所的居民前往邻居或避难所中暂居。另外，一家韩国乳业公司向朝鲜捐赠了4万2000罐婴儿配方奶粉。
由于这场台风造成大量人员伤亡和财产损失，其名称“鹿莎”予以退役，于2004年由鸚鵡（Nuri）取代。

## 解释说明
1. ↑  日本气象厅采用10分钟持续风速衡量热带气旋强度，而联合台风警报中心则是采用1分钟持续风速，两者间的换算系数为1.14[1]。
2. ↑  日本气象厅是西太平洋的区域专责气象中心[2]。
3. ↑  联合台风警报中心是美国海军和空军共同组建的工作组，会向西太平洋及其他海域发布热带气旋警告[5]。